# Kompressibilitet

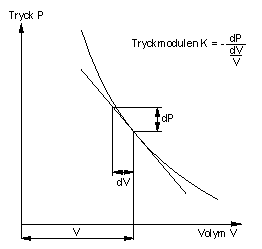
Bestämning av tryckmodulen med tangentvärde.

Kompressibilitet och dess invers tryckmodul (bulkmodul) beskriver en materials volymändring vid pålagt tryck.

## Definitioner
Kompressibiliteten definieras som kvoten mellan relativa volymändringen och tryckändringen enligt
{\displaystyle Kompressibiliteten,\kappa =-{\frac {dV/V}{dP}}}.
Vanligare är den inverterade kompressibiliteten, kallad tryckmodulen K:
{\displaystyle Tryckmodulen,K=-{\frac {dP}{dV/V}}={\frac {dP}{d\rho /\rho }}} med enheten N/m2 eller bar.
Jämför med elasticitetsmodulen E i hållfasthetsläran:
Elasticitetsmodulen E = σ/ε = σ /(dL/L), där σ = spänningen i materialet och dL/L är relativa längdförändringen.

## Ideala gaser
För ideala gaser gäller enligt Boyles lag att volymen är omvänt proportionell mot trycket. Tryckmodulen är därför lika med gasens tryck. Detta ger dock inte rätt värde för ljudhastighet, d.v.s. utbredningshastigheten för longitudinella vågor i luft. Orsaken är att gasens temperatur stiger vid kompression, och att temperaturen inte hinner jämna ut sig vid dessa frekvenser. Därför gäller inte  Boyles lag, och man ska använda den adiabatiska tryckmodulen, som är högre med en faktor γ = Cp/Cv, förhållandet mellan 
värmekapacitiviteterna vid konstant tryck och konstant volym. För luft är denna faktor γ = 1,40.

## Kompressibilitet hos vätskor

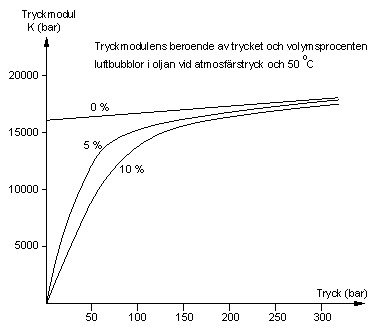
(Tryckmodul för hydraulolja) = f (tryck, volymprocent luft).

Vätskor anses i de flesta ingenjörstekniska sammanhang som mer eller mindre inkompressibla, men kompressibiliteten kan i praktiken, med hänsyn till inblandad fri gas i form av gasbubblor, ha ett avgörande inflytande på vätskans egenskaper och därmed det tekniska systemets egenskaper när det gäller fjädring, systemstabilitet och noggrannhet (reglerteknisk stabilitet) samt inte minst verkningsgraden vid användning som energiöverförande medium vid stora effekter. Den totala tryckmodulen påverkas också av omgivande material, t.ex. vid användning av flexibla hydraulslangar eller styva stålrör.
- En oljepelare som är fullständigt avluftad fjädrar c:a 130 ggr mer än motsvarande stålstav.

- En luftpelares isoterma fjädring vid 7 bar är c:a 1 500 ggr större än oljepelarens för samma tvärsnittsarea.

- En hydraulslang (typ SAE100 R2, stålarmerad med 2 lager) med innerdiameter 10 mm förorsakar c:a 15 ggr så stor fjädring som den inneslutna oljevolymen.

- Ett stålrör med väggtjocklek av minst 1/15 av innediametern har försumbar fjädring jämfört med den inneslutna oljevolymen.